# Idron
Idron település Franciaországban, Pyrénées-Atlantiques megyében. Lakosainak száma 5134 fő (2022. január 1.). Idron Aressy, Bizanos, Lée, Meillon, Morlaàs, Pau és Sendets községekkel határos.

## Népesség
A település népességének változása:
| Lakosok száma | 4443 | 4682 | 4918 | 4846 | 4928 | 4903 | 4915 | 4913 | 5134 |
|               | 2013 | 2015 | 2016 | 2017 | 2018 | 2019 | 2020 | 2021 | 2022 |